# Haus Collard

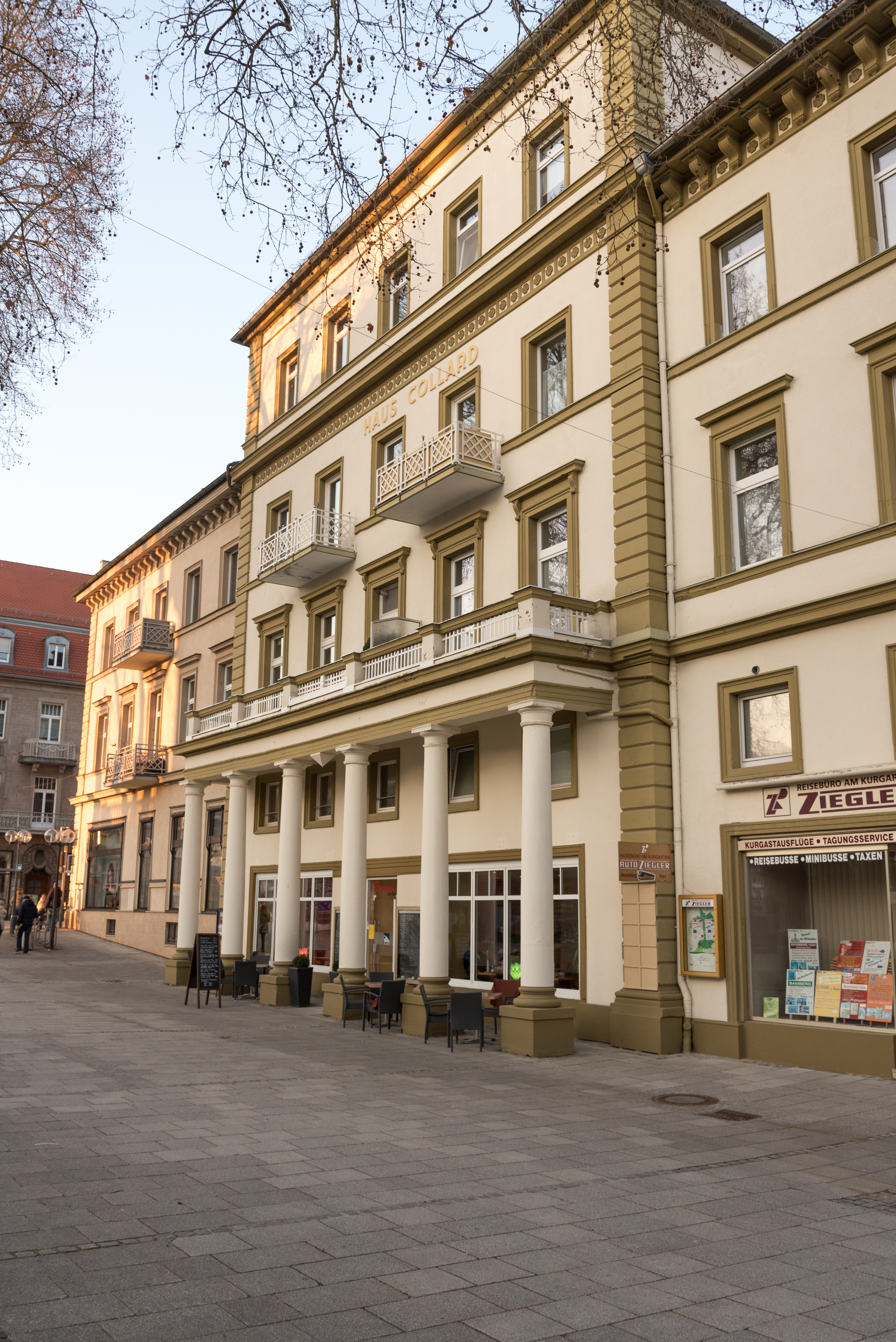
Haus Collard in Bad Kissingen

Das Haus Collard ist ein ehemaliges Hotel in Bad Kissingen im unterfränkischen Landkreis Bad Kissingen. Es gehört zu den Bad Kissinger Baudenkmälern und ist unter der Nummer D-6-72-114-5 in der Bayerischen Denkmalliste registriert.

## Lage
Das Haus Collard liegt zwischen der Ludwigstraße (Hauptstraße Bad Kissingens) und dem Kurgarten, gegenüber dem Regentenbau. Es hat die beiden Adressen Am Kurgarten 6 (südlicher Teil) und Ludwigstraße 4 (nördlicher Teil).

## Geschichte

### Anfänge als Hotel Hailmann
Das Anwesen wurde um 1830/40 als dreigeschossiger klassizistischer Bau von Adam Hailmann, der dem örtlichen Fremdenverkehrs- und Kurwesen wichtige Impulse verlieh, errichtet. Das Haus Collard gehört gemeinsam mit dem Kaiserhof Victoria Am Kurgarten, dem Westendhaus in der Bismarckstraße, dem Ballinghaus in der Martin-Luther-Straße und dem Haus Boxberger in der Unteren Marktstraße zu den markanten Biedermeier-Bauten der Kurstadt.
Im Juli 1856 absolvierte der italienische Komponist Gioachino Rossini einen Kuraufenthalt in Hailmanns Anwesen, wobei jedoch der Eintrag in der Kurliste einen falschen Vornamen („Joachim“), eine falsche Berufsbezeichnung („Ritter mehrerer hoher Orden“) und mit Rom statt Paris einen  falschen Wohnort nennt. Ein im Besitz der New Yorker Carnegie Hall befindliches Albumblatt, ein italienisches Widmungsgedicht sowie ein Dankschreiben Rossinis an den Leiter der Kurmusik für dessen Betreuung von Rossinis Musik erinnern an den Aufenthalt des Komponisten in Bad Kissingen. Im Jahr 1993 wurde am Anwesen eine Gedenktafel angebracht.

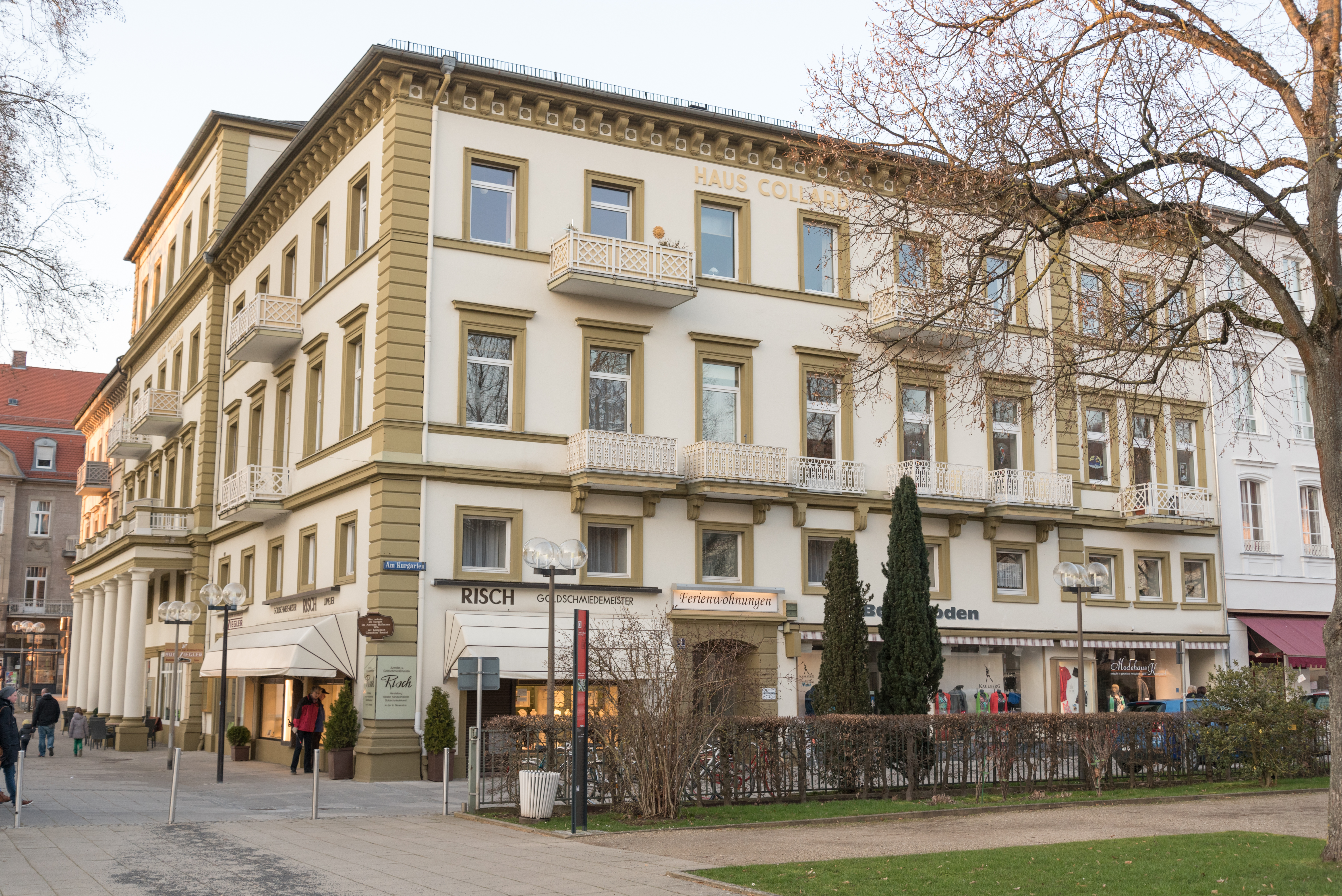
Haus Collard, Front zum Kurgarten

Im Jahr 1857 beauftragte Hailmann den Bildhauer Michael Arnold mit der Errichtung der Skulpturengruppe Hygieia. Hailmann wollte mit der Skulptur vor dem Anwesen eine verkehrsberuhigte Zone schaffen. Als Arnold im Jahr 1864 aus Anlass des Todes von König Maximilian II. Joseph mit der Schaffung einer Statue des Königs am gleichen Standort beauftragt wurde (dem späteren Maximilian-II.-Joseph-Denkmal), wurde die Hygieia vor den späteren Standort der 1910/11 errichteten Wandelhalle versetzt. Nach ihrer Einlagerung während des Zweiten Weltkriegs wurde die Hygieia zunächst in Hausen (heute Stadtteil von Bad Kissingen) und später an ihren heutigen Standort an der Lindesmühlpromenade im Luitpoldpark aufgestellt.
Das Anwesen auf der der Ludwigstraße zugewandten Seite beherbergte eine von der Familie Zoll geführte Bäckerei. Adam Zoll übernahm die Bäckerei am 16. Dezember 1893 von seinem Vater Hermann Zoll, der zuvor bereits am 16. Mai 1863 in der Schloßstraße eine Bäckerei eröffnet hatte. Die Vorfahren der Familie Zoll waren einst in Westheim und später in der Fuchsmühle in Arnshausen (heute Stadtteil von Bad Kissingen) als Müller tätig; eine Straße des Kissinger Stadtteils heißt heute nach der Familie Zoll Oberer Zollweg.

### Das Anwesen unter Gustav Collard
Im Jahr 1884 wurde der aus dem niederländischen Venlo stammende Gustav Collard neuer Eigentümer des Hotel Hailmann. Zuvor war er Teilhaber des Russischen Hofes (heute Kurhausstraße 9) gewesen; nach seinem dortigen Ausstieg im Jahr 1883 erwarb er nun das heute nach ihm benannte Anwesen. Der Kaufpreis betrug 565.000 Mark, nachdem Hailmanns Witwe Anna Dempster Gorden zunächst 600.000 Mark verlangt hatte.
Um 1900 wurde das Anwesen unter Gustav Collard  zum Grand Hotel. In der Biedermeierzeit beherbergte es mit C. Jügels litterarischem Magazin eine Filiale von Carl Christian Jügels Frankfurter Buchhandlung. Vor dem Bau des gegenüber liegenden Regentenbaus hatte man von der Hauptfront aus einen direkten Blick auf die Fränkische Saale.
Schriftsteller Theodor Fontane erwähnte neben den Kissinger Bäckern Memmel und Messerschmitt auch die Bäckerfamilie Zoll in einem Gedicht, das er im Jahr 1890 in das Goldene Buch der Stadt eintrug.
Ab dem Jahr 1907 bemühte sich der in München ansässige Architekt Max Littmann um den Erwerb des Haus Collard. Der Staat Bayern wollte das Anwesen erwerben, um das Areal im Zusammenhang mit dem noch zu bauenden Regentenbau zu arrondieren, doch scheiterte dieses Vorhaben an Geldmangel; es kam nicht zum Erwerb durch Littmann. Möglicherweise wollte Littmann das Haus Collard in ein größeres Gesamtkonzept miteinbeziehen, das er dann aber später beim Bau des Hauses Ludwigstraße 93 umsetzte.